# Ventabren

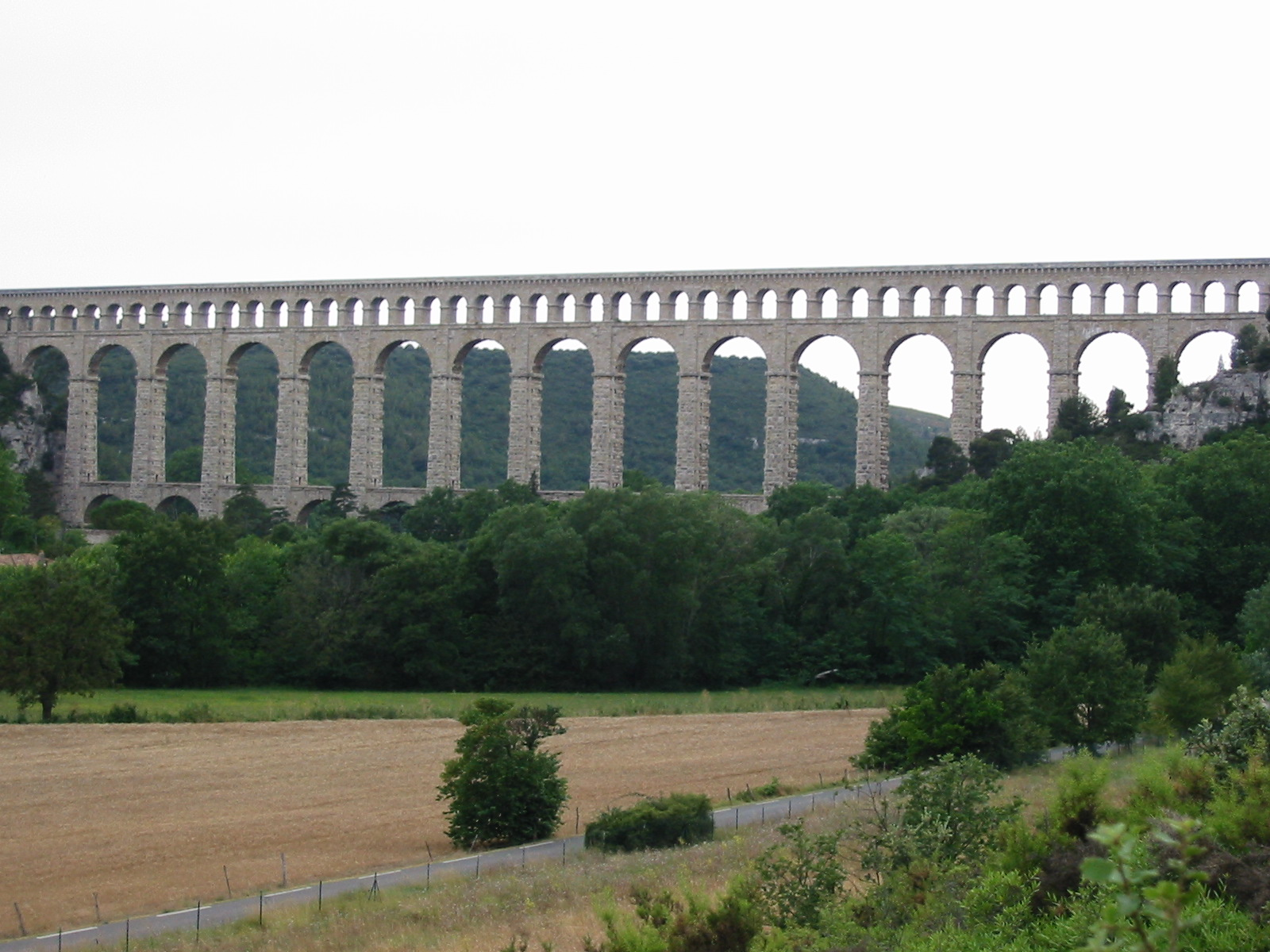
Akwedukt na obrzeżach miasta

Ventabren – miejscowość i gmina we Francji, w regionie Prowansja-Alpy-Lazurowe Wybrzeże, w departamencie Delta Rodanu, nad rzeką Arc.
Według danych na rok 1990 gminę zamieszkiwały 3742 osoby, a gęstość zaludnienia wynosiła 142 osoby/km² (wśród 963 gmin regionu Prowansja-Alpy-W. Lazurowe Ventabren plasuje się na 165. miejscu pod względem liczby ludności, natomiast pod względem powierzchni na miejscu 386.).

## Zabytki
- ruiny zamku położonego na wzgórzu nad miastem;
- zbudowana w 1847 kopia akweduktu Pont du Gard, większa od oryginału (83 metry wysokości i 375 metrów długości) pozbawiona jest jednak jego uroku;